# Regra do golo fora
A regra do golo fora (português europeu) ou regra do gol fora (português brasileiro), também conhecida como golo qualificado (português europeu) ou gol qualificado (português brasileiro), é um método de desempate usado em torneios de futebol que adotam fases eliminatórias em dois jogos, sendo um mando de campo de cada time. Nele, se o resultado agregado (soma dos placares dos dois jogos) der empate, vence o confronto o time que tiver marcado mais gols no campo do adversário, ou seja, como visitante.
Tendo sido utilizada em importantes competições, como Copa Libertadores da América, Copa Sul-Americana e Eliminatórias da Copa do Mundo da FIFA, vem caindo em desuso.
Para a temporada de 2021—2022, a UEFA aboliu esta regra na Liga dos Campeões da UEFA, Liga Europa da UEFA e Liga Conferência da UEFA. Com isto, o agregado de resultados que ao fim dos 180 minutos (mais acréscimos) está empatado em saldo, é então decidido na prorrogação ou, se necessário, por pênaltis.

## Variações
Nas Eliminatórias da Copa, o gol fora de casa é válido como desempate ao final do tempo regulamentar da segunda partida. Se houver igualdade neste critério, há prorrogação. Isto dá vantagem ao time que joga como visitante a segunda partida, pois este pode ter 30 minutos a mais para marcar um gol fora de casa que o oponente.
Na Copa da Liga Inglesa, entretanto, outro método é aplicado. O simples empate em saldo força a prorrogação no segundo jogo, só valendo como desempate o gol fora de casa ao final desta.
Já nas competições da América do Sul, em geral, não há prorrogação. O gol fora de casa já é válido ao final do tempo normal do segundo jogo, e persistindo o empate a decisão é nos pênaltis.
Havia, ainda, uma exceção à regra do gol fora de casa na Copa do Brasil. Caso ambos os times disputando o mata-mata sejam da mesma cidade, como aconteceu com Flamengo e Vasco em 2006, e Atlético e Cruzeiro em 2014, a regra perde a validade caso os dois clubes joguem as duas partidas no mesmo estádio, o qual será considerado neutro. Desde a edição de 2018 não é mais aplicada a regra do gol fora de casa nesta competição.
| Regra no tempo normal | Tempo extra | Regra no tempo extra | Competições |
| --------------------- | ----------- | -------------------- | --- |
| Sim                   | Sim         | Sim                  | Eliminatórias da Copa do Mundo FIFA |
| Sim                   | Sim         | Não                  | Liga dos Campeões da CONCACAF Liga dos Campeões da AFC e Copa da AFC |
| Não                   | Não         | N/A                  | Copa Libertadores e Copa Sul-Americana (exceto na final) Liga dos Campeões da CAF e play-offs da Copa das Confederações da CAF                                                                 |
| Não                   | Sim         | Não                  | Liga dos Campeões da UEFA, Liga Europa da UEFA e Liga Conferência da UEFA Semi-finais da Copa da Liga Inglesa e dos play-offs da English Football League Copa do Brasil e play-offs da MLS Cup |

## Críticas
A regra do gol fora de casa recebe críticas principalmente por dois fatores. O primeiro é em relação ao fato de que os times mandantes jogam mais defensivos do que o costume, para não levar gol do adversário.
Por isso, insinuam que a regra favoreça os times que jogam fora de casa na segunda partida, por conta da possibilidade de tempo extra. Para Joseph Blatter, a regra do gol marcado fora deveria valer somente até o termino do tempo regulamentar:
Afirmam que a decisão por pênaltis é mais justa, pois nela um dos times marca mais que o adversário, mesmo que sendo de pênalti e não valendo para o resultado oficial do jogo — ou seja, um jogo terminado empatado, mas decidido nos pênaltis, oficialmente e para fins estatísticos, continua sendo um empate.